# Skordisker
Die Skordisker (lat. Scordisci; griech. Σκορδίσκοι, Skordískoi; serbisch Скордисци) waren ein mit Thrakern und Illyrern vermischter keltischer Volksstamm auf dem Gebiet der heutigen Staaten Serbien und Kroatien. Sie tauchen in der antiken Literatur erstmals bei Strabo auf. Archäologisch sind keltische Einflüsse in dem Gebiet seit etwa 300 v. Chr. belegt.

## Geschichte

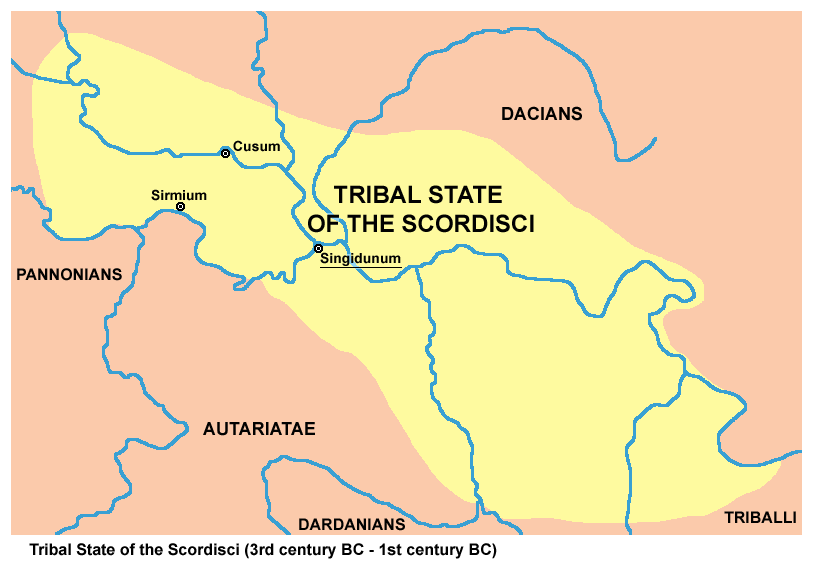
Das Stammesgebiet der Skordisker, 3.–1. Jahrhundert v. Chr.

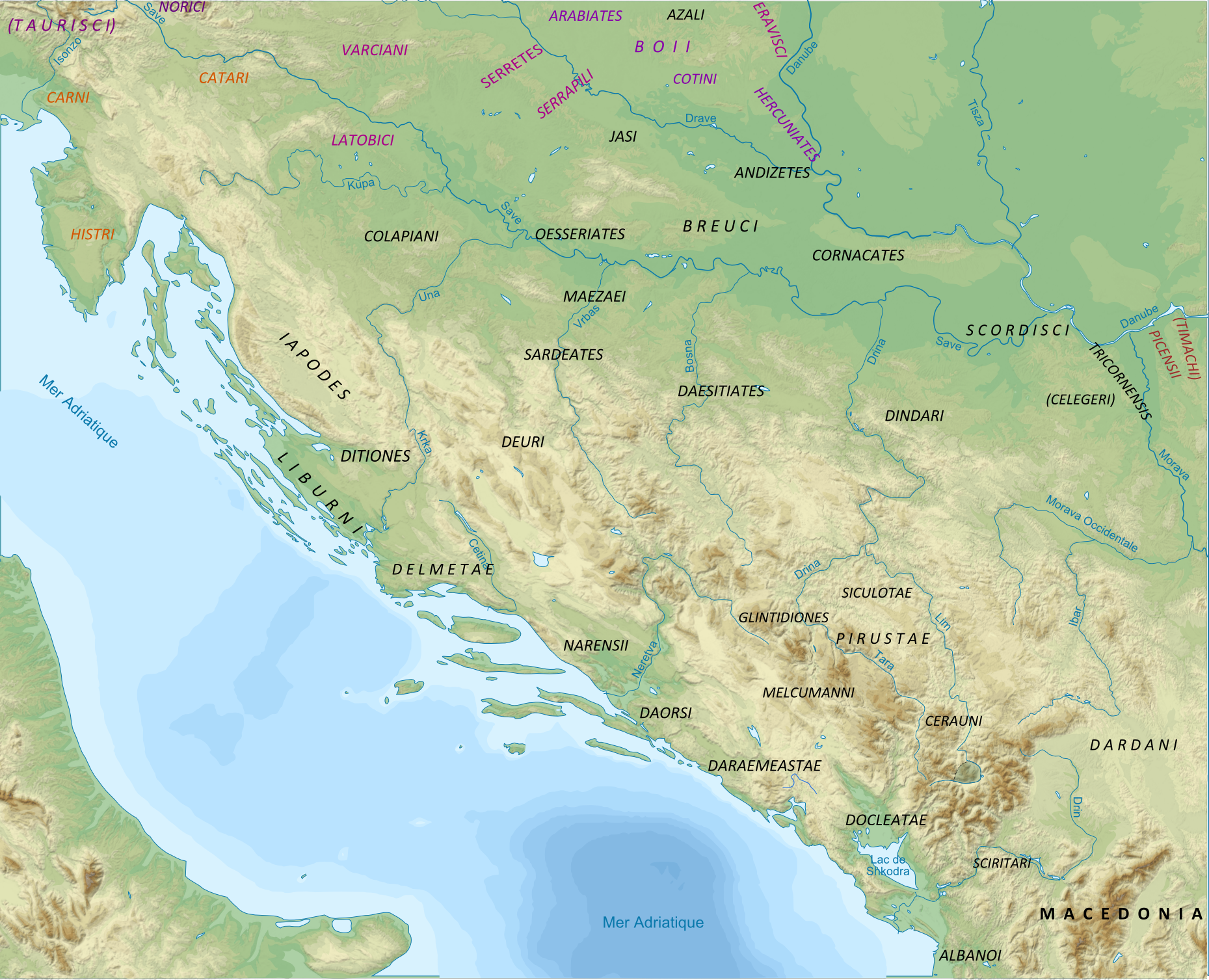
Keltische Stämme im Balkangebiet, um 50 v. Chr.

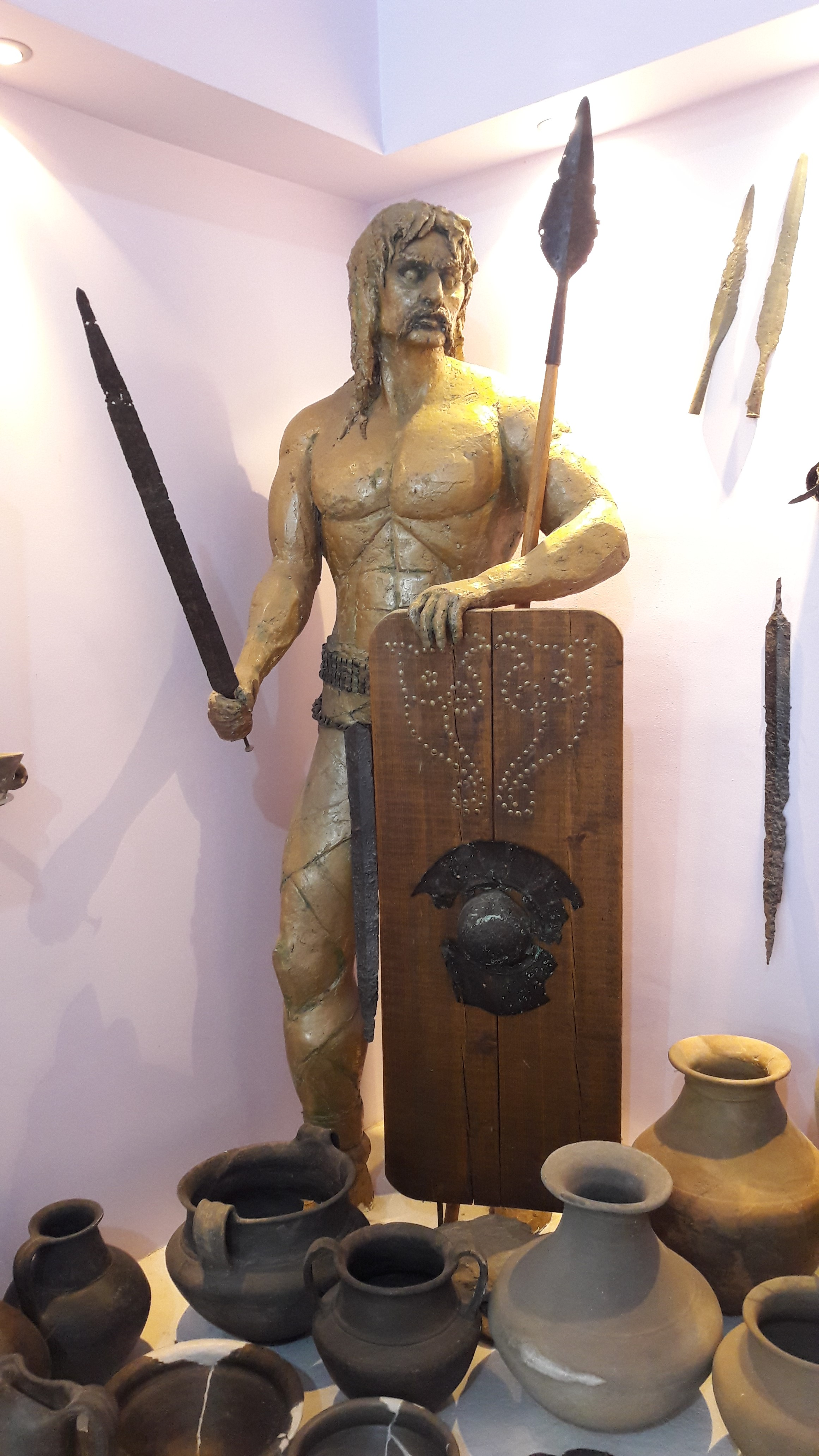
Skordisker-Krieger im Nationalmuseum in Požarevac, Serbien

Die Skordisker fielen im 3. Jahrhundert v. Chr. in Griechenland ein und ließen sich nach der Niederlage bei Delphi 279 v. Chr. schließlich östlich von Sirmium, am Zusammenfluss von Donau und Save nieder. Bei Belgrad legten sie ein Oppidum an. Sie spielten eine bedeutende Rolle bei der Besiedlung Transdanubiens. Strabo unterschied die benachbart siedelnden Großen Skordisker und die Kleinen Skordisker voneinander, die sich beide mit der dort ansässigen Bevölkerung (Illyrer und Daker) vermischt haben sollen, was durch die Archäologie bestätigt wird.
Die germanischen Kimbern, Teutonen und Ambronen durchstreiften 113 v. Chr. während ihrer Wanderung das Gebiet der Skordisker. Da letztere mehrfach Makedonien überfielen, lebten sie lange im Konflikt mit Rom. Um die Wende vom 2. Jahrhundert v. Chr. zum 1. Jahrhundert v. Chr. führten mehrere römische Gouverneure Feldzüge gegen die Scordisci an, so erfolglos im Jahre 114 v. Chr. Um 12 v. Chr. müssen sich die Skordisker jedoch römischer Kontrolle unterworfen haben, was mit einer begrenzten Autonomie vergolten wurde.

## Kultur
Bei den Skordiskern handelte es sich nicht um einen rein keltischen Stamm. Dies wird u. a. durch Ausgrabungen belegt, die für keltische Gebiete untypische Siedlungs- und Hausformen zu Tage förderten. Im 2. Jahrhundert v. Chr. (mittlere La-Tène-Zeit) scheint der keltische Einfluss unter den Skordiskern am größten zu sein. Doch bereits zu dieser Zeit finden sich nach dem Fundmaterial andere, v. a. illyrische Einflüsse, aber auch griechische Schmuckstücke und Waffen. Ein Jahrhundert später scheint der illyrische Einfluss den archäologischen Funden zufolge bereits erheblich stärker gewesen zu sein. Aber auch orientalische Motive finden sich in dieser Zeit.